# Тетрахорд
Тетрахо́рд (грец. τετράχορδον, букв. чотирьохструнник) — чотири ступені звукоряду, розташовані в діапазоні кварти. В тональній системі кожна октава має два тетрахорди: I, II, III і IV ступені складають нижній тетрахорд, а V, VI, VII і VIII — верхній.
Поняття тетрахорду походить з давньогрецької музичної теорії. Тетрахорди розглядалися як основа октавних ладів, а також «повної системи» — звукоряду, що представляв увесь використовуваний діапазон.
Залежно від інтервального складу, розрізняли 3 нахили, або роди (génē) тетрахордів: діатонічний, хроматичний й енармонічний.
- Діатонічний починався з інтервалу близького до великої секунди (на думку Дж. Чалмера, в межах 200—249 центів[1]), і сучасною нотацією міг би приблизно бути записаний як низхідна послідовність у фригійському ладі:

Діатонічний тетрахорд

- Хроматичний починався з інтервалу малої терції, після чого йшли два півтони (на думку Дж. Чалмера інтервал міг становити 249—398 центів[1]). Сучасною нотацією такий тетрахорд можна записати так:

Хроматичний тетрахорд

- Енгармонічний починався з інтервалу близького до великої терції (на думку Дж. Чалмера не менше 398 центів[1]), після чого йшли інтервали близькі до чверті тону. Такий тетрахорд у сучасній нотації матиме такий вигляд:

Енгармонічний тетрахорд